# Bobbie Gentry
Bobbie Gentry, född Roberta Lee Streeter den 27 juli 1942 i Chickasaw County, Mississippi, är en amerikansk före detta sångerska, låtskrivare och musiker.
Hon had en stor hit 1967 med "Ode to Billie Joe", som hon både skrev och sjöng in, och för vilken hon erhöll tre Grammys.  
I mitten av 1970-talet drog sig Gentry tillbaka från sin sångkarriär men fortsatte senare att uppträda i olika TV-program. Hon hade sitt
senaste publika framträdande 1982, men har därefter överhuvudtaget inte synts till.

## Diskografi
Studioalbum
- 1967 – Ode to Billie Joe
- 1968 – The Delta Sweete
- 1968 – Local Gentry
- 1969 – Touch 'Em with Love
- 1970 – Fancy
- 1971 – Patchwork

Livealbum
- 2018 – Live at the BBC

Singlar (på Billboard Hot 100)
- 1967 – "Ode to Billie Joe" (#1)
- 1967 – "Okolona River Bottom Band" (#54)
- 1968 – "Louisiana Man" (#100)
- 1969 – "Fancy" (#31)
- 1970 – "He Made a Woman Out of Me" (#71)
- 1970 – "Apartment 21" (#81)

Samarbeten
- 1968 – Bobbie Gentry & Glen Campbell